# Khammam
Khammam é uma vila do distrito de Khammmam, no estado indiano de Telanganá.

## Demografia
| População          | 22.150  |
| Homens             | 11.300  |
| Mulheres           | 10.850  |
| Razão homem/mulher | 961     |
| População rural    | 17.680  |
| População urbana   | 4.470   |
| Literados          | 7.590   |
| Força de trabalho  | 10.210  |
| Densidade          | 137/Km2 |

## Mandals
Administrativamente, Khammam tem 42 divisões.
| - Aswapuram - Aswaraopeta - Bayyaram - Bhadrachalam - Bonakal - Burgampadu - Chandrugonda - Chintakani - Chintoor - Cherla - Dammapeta - Dummugudem - Enkoor - Julurpadu - Garla - Gundala - Kalluru - Kamepalli - Khammam (Urban) - Khammam (Rural) - Kusumanchi - Konijerla - Kothagudem - Kukkunoor - Kunavaram - Madhira - Manuguru - Mudigonda - Mulakalapalli - Nelakondapalli - Paloncha - Penuballi - Pinapaka - Sathupalli - Singareni - Tallada - Tekulapalli - Tirumalayapalem - V.R.Puram - Velerupadu - Vemsoor - Venkatapuram - Wazedu - Wyra - Yellandu - Yerrupalem |

## Destinos turísticos
- Bhadrachalam
- Khammam Fort
- Parnasala
- Nelakondapalli
- Kinnerasani
- Papi Hills